# Gyeltshen Norbu
| Tibetische Bezeichnung                                |
| ----------------------------------------------------- |
| Tibetische Schrift: ཆོས་ཀྱི་རྒྱལ་པོ་                        |
| Wylie-Transliteration: Chos-kyi Rgyal-po              |
| Offizielle Transkription der VRCh: Qögyi Gyäbo        |
| THDL-Transkription: Chökyi Gyelpo                     |
| Andere Schreibweisen: Gyeltshen Norbu, Gyantsen Norbu |
| Chinesische Bezeichnung                               |
| Traditionell: 確吉傑布                                |
| Vereinfacht: 确吉杰布                                 |
| Pinyin:Quèjí Jiébù                                    |

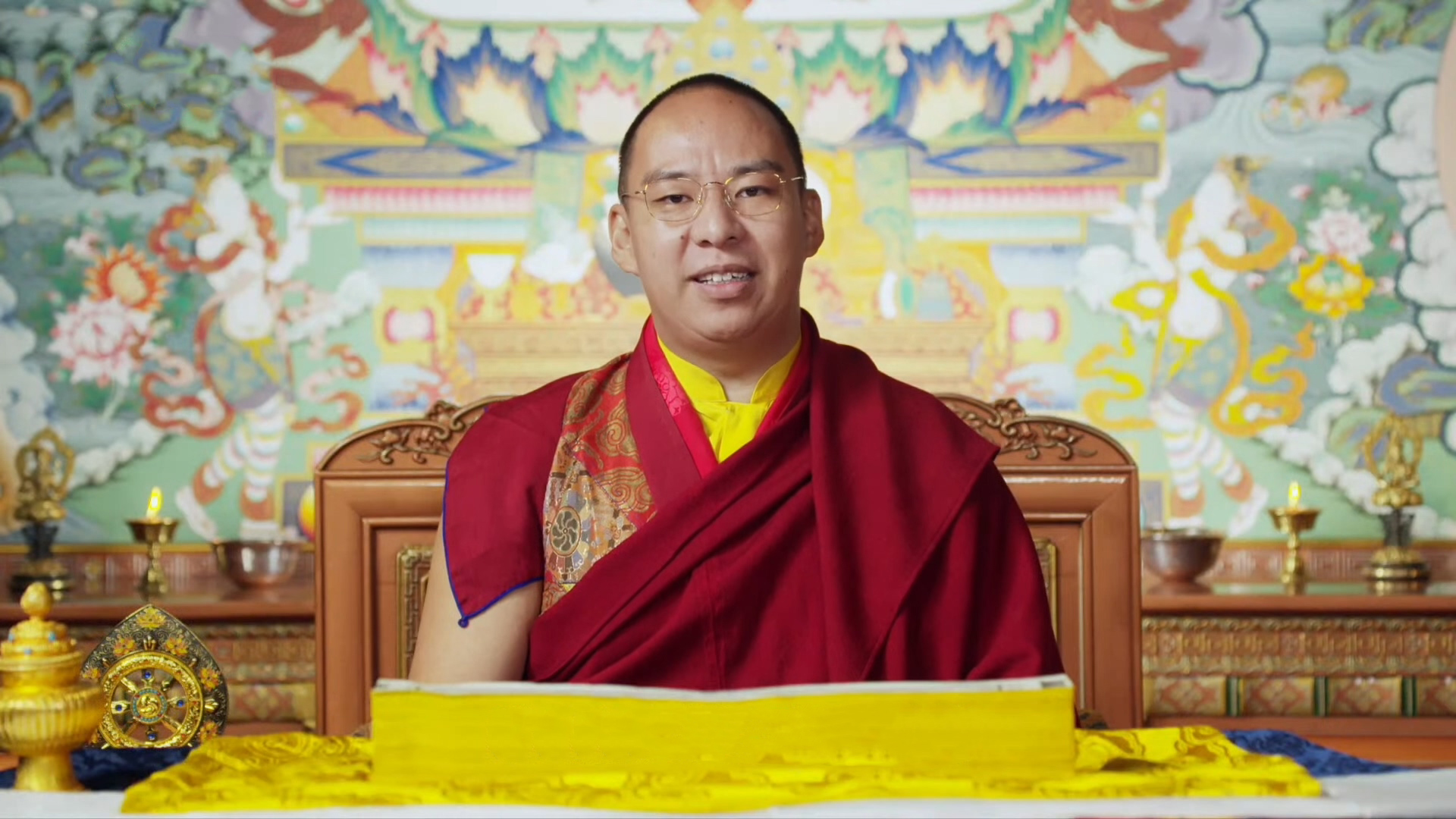

Gyeltshen Norbu (* 13. Februar 1990) ist der von der chinesischen Regierung anerkannte 11. Penchen Lama. Er wird vom 14. Dalai Lama und den meisten Tibetern nicht als Reinkarnation seiner Vorgänger anerkannt.

## Anerkennung als 11. Penchen Lama
Am 28. Januar 1989 war der 10. Penchen Lama in Xigazê verstorben. In Tibet wurde ein Suchteam des Klosters Trashilhünpo zur Auffindung seiner Reinkarnation gebildet. Diese Gruppe stand mit Billigung der chinesischen Regierung auch mit der tibetischen Exilregierung in Kontakt und ersuchte den Dalai Lama schriftlich, am Auswahlprozess mitzuwirken. Ende 1994 schickte ihm das Suchteam eine detaillierte Liste mit Fotos der Kandidaten; doch als dieser im Mai 1995 ohne Absprache mit dem Suchteam in Tibet  bzw. mit der chinesischen Regierung Gendün Chökyi Nyima (tib.: dge ’dun chos kyi nyi ma) zum 11. Penchen Lama erklärte, lehnten die chinesischen Behörden dies ab, der Kontakt wurde abgebrochen und am 29. November 1995 wurde Gyeltshen Norbu vom Suchteam in Tibet durch Ziehung aus der „Goldenen Urne“ im Jokhang in Lhasa als Reinkarnation des Penchen Lama bestimmt und erhielt den Ordensnamen Chökyi Gyelpo (Erdeni Lobsang Champa Lhündrub Chökyi Gyelpo).

### Urnenziehung
Das System der Urnenziehung, d. h. ein gewisses Maß an Kontrolle durch die chinesische Regierung über die Bestimmung von Reinkarnationen des Dalai- und des Penchen Lama, war 1792 unter dem Qing-Kaiser Qianlong eingeführt worden, viele Jahre nachdem der 7. Dalai Lama im Gefolge einer im Jahre 1720 gegen die Dsungaren in Tibet eingerückten Armee installiert worden war. Im Jahr 1808 gestattete die chinesische Regierung den Tibetern, den 9. Dalai Lama ohne die Urnenziehung zu bestimmen, doch obwohl der reale Einfluss der Qing-Dynastie ab 1840 stark verringert war, kam die Urne 1841 und 1858 zum Einsatz.

## Bisheriger Lebenslauf
Gyeltshen Norbu wurde 1990 im Kreis Lhari (Regierungsbezirk Nagchu) des Autonomen Gebiets Tibet geboren. Am 8. Dezember 1995 wurde er als Fünfjähriger im Kloster Trashilhünpo in Samzhubzê inthronisiert und am 1. Juni 1996 legte er in Trashilhünpo sein Novizen-Gelübde ab. Im Juni 2002 erhielt Gyeltshen Norbu die Kalachakra-Initiation. Im August 2004 besuchte er Lhasa und im September 2004 gab er sein erstes offizielles Interview. Im April 2006 nahm Gyeltshen Norbu am Buddhistischen Weltforum in Hangzhou teil und im August 2006 kehrte er zum ersten Mal nach elf Jahren wieder in seinen Heimatort in Lhari zurück.